# Christopher Fry
Christopher Fry, egentligen Christopher Harris, född 18 december 1907 i Bristol, död 30 juni 2005 i Chichester, var en brittisk dramatiker och översättare.
Fry arbetade en tid som lärare innan han kom till teatern, där han var skådespelare och senare regissör och teaterledare i Oxford. Hans första skådespel byggde på bibliska motiv och uppfördes på religiösa festivaler. Genombrottet kom med verskomedin A phoenix too frequent, 1946.

## Skådespel (urval)
- A phoenix too frequent 1946
- The lady's not for burning 1948
- The dark is light enough 1954